# Otto Klemperers lange Reise durch seine Zeit
Otto Klemperers lange Reise durch seine Zeit is een televisiefilm uit 1973 van Philo Bregstein en is een portret van de Duits-joodse dirigent Otto Klemperer. Aan de hand van zijn levensverhaal wordt de muzikale, culturele, en politieke geschiedenis van de Weimarrepubliek uiteengezet.

## Verhaal
De film verbeeldt de rol die Klemperer speelde als hoofdbespeler van de avant-garde Kroll opera in Berlijn. Hij zet zich hier in voor avantgarde en programmeert veel stukken van Strawinsky en Schönberg en trekt daarnaast Bauhaus kunstenaars aan voor de ensceneringen van de opgevoerde opera's. Als de nazi's in 1933 aan de macht komen vertrekt hij in ballingschap naar de Verenigde Staten. Na de oorlog keert Klemper naar Europa terug en helpt de opera in het verwoeste Boedapest weer op te bouwen, tot hij ook daar weer in 1949 wegvlucht voor het repressief wordende communistische regime. Hij maakt tussen 1949 en 1958 furore in Amsterdam met een reeks Beethovencycli, en wordt op latere leeftijd in Londen hoofddirgent van het Philharmonia Orchestra. Philo Bregstein filmde hem tijdens platenopnamen in de EMI studios in Londen en tevens tijdens repetities en zijn laatste concert, op 86-jarige leeftijd in de Royal Festival Hall in oktober 1971.